# 國際不再恐懼同性戀、跨性別與雙性戀日

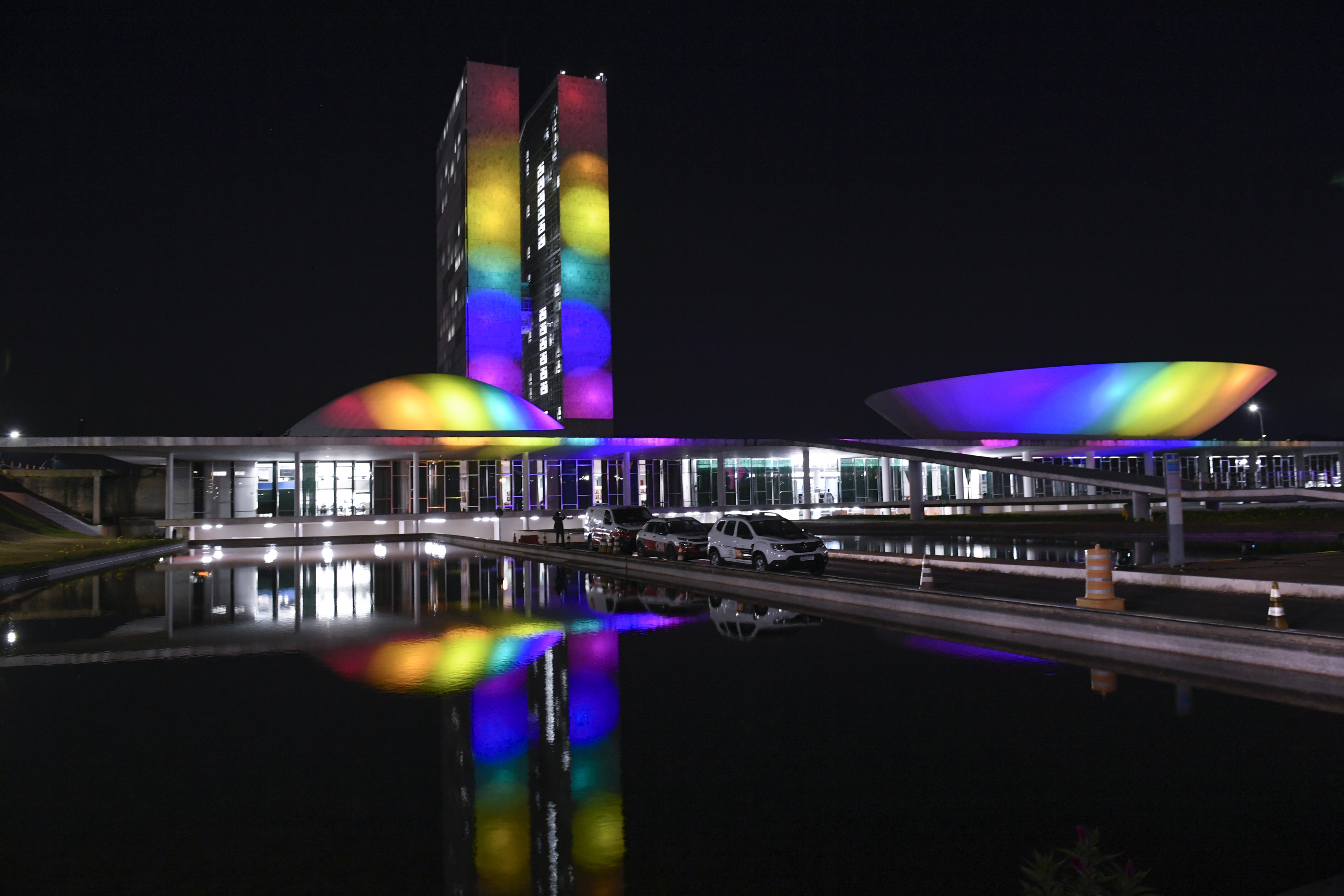
巴西國民會議宮為2022年國際不再恐同日點亮彩虹旗顏色

國際不再恐懼同性戀、跨性別與雙性戀日（簡稱），最初稱國際反恐同日、國際不再恐同日，為每年5月17日。該纪念日是目前公认的国际LGBTI权利纪念日。2013年，第九个國際不再恐同日有120个国家举行了纪念活动。
该活動希望喚醒世人關注對同性戀、跨性別與雙性戀的恐懼，因性傾向及性別認同，而產生一切加在肉體上及精神上的暴力及不公平對待。由於全球不少國家的同志（同性戀者、跨性別者與雙性戀者）會受到不公平待遇及歧視，「國際不再恐同日」的目的是使其他人可以知道同志可以健康和快樂生活，不會對別人的生活構成影響，從而令人不再恐懼同志。5月17日被选为纪念日源自世界卫生组织（WHO）在1990年5月17日将同性恋从國際疾病與相關健康問題統計分類中删除.，后其成为各地区LGBT群体争取权益的重要节点。
國際不再恐同日的创始人成立了IDAHO委员会，在不同国家进行活动，旨在游说各国政府正式承认5月17日“國際不再恐同日”。2009年，大會正式納入反對跨性別恐懼症；2015年納入反制雙性戀恐懼症，並將官網改名為：國際不再恐懼同性戀、跨性別與雙性戀日。

## 历史

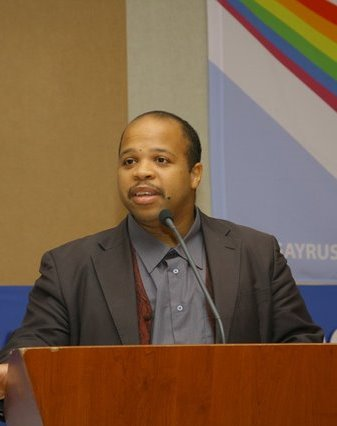
國際不再恐同日创始人——Louis-Georges Tin

- 1990年，世界卫生组织於5月17日的大會決議，將同性戀自國際疾病與相關健康問題統計分類（ICD）刪除。
- 2003年，加拿大举行首次“全国不再恐同日”（National Day Against Homophobia）活动。
- 2005年，加拿大大学教授和社会活动家路易斯—乔治·汀（Louis-Georges Tin）先生發起倡议设立国际不再恐同日（International Day Against Homophobia，缩写为IDAHO），并创立了国际不再恐同日委员会（the IDAHO Committee），一个致力于发展这一主题日活动的国际协会。
- 2005年，“第一届国际反恐惧同性恋日”香港区游行于5月16日成功举行，有350名支持同志平权的朋友参与。
- 2006年，“国际LGBT人权会议”（International Conference on LGBT Community Human Rights）在加拿大蒙特利尔召开，会议发布《蒙特利尔宣言（英语：Declaration of Montreal）》，号召世界各国将每年5月17日作为“国际不再恐同日”，以唤醒人们关注因为恐惧同性恋、歧视性倾向而产生的一切生理和精神暴力以及不公平对待。2006年经网上659人次投票更改中文译名为「国际不再恐同日」，以更清晰表达希望社会不再出现对同性恋的恐惧之愿景。[11]

## 外部連結

### 中文網站
- 國際不再恐同日 (香港區) （页面存档备份，存于）

### 外文網站
- 官方网站 （英文）
- RainbowFlash (ru) (en) (de) - Russian-Germany Campaign
- Project IDAHO launched by the social network Gays.com and the Committee for the International Day Against Homophobia and Transphobia (IDAHO) （页面存档备份，存于）
- Internetional Lesbian and Gay Association（页面存档备份，存于）